# Tutelina Corona
La Tutelina Corona è una struttura geologica della superficie di Venere.